# Flyvevåbnets Officersskole
Flyvevåbnets Officersskole (forkortet FLOS) er en uddannelsesinstitution under Forsvarsakademiet, der uddanner officerer til Flyvevåbnet.
FLOS blev oprettet i en villa i Rungsted i 1951, et år efter oprettelsen af et selvstrændigt flyvevåben i Danmark. De mondæne rammer viste sig dog hurtigt at være ganske uegnede til undervisning, hvorfor skolen i 1955 flyttede til Jonstrup lige syd for Flyvestation Værløse i bygninger der blev overtaget fra Jonstrup Statsseminarium. I 1995 flyttede skolen til Jonstruplejren i Ballerup, hvor skolen havde tilhørssted frem til november 2016. Her flyttede skolen, som led i en organisatorisk sammenlægning med Forsvarsakademiet, til Svanemøllens kaserne i København. 
Der er otte ansatte i skolens stab, og skolen har kapacitet til at uddanne godt 50 kadetter om året. På videreuddannelsen starter hvert år ca. 20 elever, som typisk  gennemgår videreuddannelsen, når de har været premierløjtnanter i 2-4 år. Desuden gennemfører skolen en række korterevarende kurser af 1-4 ugers varighed for officerer i Flyvevåbnet.

## Primære uddannelser
- Officersuddannelsen (OFUD), hvor der er mulighed for fire linjer:
  - Operationsstøtteoffier  – opstilling på fremmede flyvepladser, nærsikring og andre støtteopgaver.
  - Kontrol- og varslingsofficer – overvågning og kontrol af militær og civil flytrafik.
  - Pilot – jagerpilot, helikopterpilot eller pilot på transportfly.
  - Teknikofficer – leder af værksteder og lignende.

- Videreuddannelsekurser for ledere (VUK).

### Officersuddannelsen
Uddannelsen består af en kombination af uddannelse og erhvervserfaring på 16 mdr. ved flyvevåbnets skoler og enheder i Jylland efterfulgt af en fuldtids diplomuddannelse på ca 1 års varigehed i Københavnsområdet. Der gives løn under hele uddannelsen. Kadetten, som den studerende kaldes, udnævnes til premierløjtnant, efter at have gennemført grunduddannelsen 28 måneder.  
Man kan enten blive officer ved at søge ind i Flyvevåbnet – efter fx afsluttet gymnasieuddannelse – og der gennemføre en sergentuddannelse efterfulgt af en tre års periode med kombinationen af arbejde i Flyvevåbnet og gennemførsel af en akademiuddannelse. Hvis man efter gymnasiet har taget en bachelor- eller professionsbacheloruddannelse, kan man søge direkte ind på officersuddannelsen. Officersuddannelsen på 28 mdr. starter i august hvert år. 
Pilotlinjen kan ansøges direkte efter afslutning af en gymnasial uddannelse. Pilotlinjen er bygget lidt anderledes op end de tre andre linjer og tager op til fem år, afhængig af hvilken type fly man kommer til at flyve.  
Efter endt uddannelse udnævnes man til premierløjtnant.

### Videreuddanelseskurser for ledere
Forsvarets videreuddannelseskurser er en del af Forsvarets nye fleksible videreuddannelsesforløb og et stykke hen ad vejen afløser for det hidtidige Videreuddannelsestrin 1 for ledere (VUT I/L). Videreuddannelseskurserne – også kaldet VUK -  er således en vej til et højere funktionsniveau for officerer, men det giver også  mulighed for som ekspert eller sagsbehandler at videreuddanne sig inden for specifikke militærfaglige områder, som ikke udbydes i det civile uddannelsessystem.  
Videreuddannelseskurserne er enkeltstående kurser, der udbydes løbende alt efter behovet i Forsvaret og som følge af den faglige udvikling på specifikke militære fagområder. En del af kurserne udbydes hvert år, da de for mange officerers vedkommende vil udgøre en væsentlig kompetencemæssig baggrund for at søge stillinger på kaptajnsniveau. 